# Z Monocerotis
Z Monocerotis är en långsam irreguljär variabel av LB-typ i Enhörningens stjärnbild.
Stjärnan varierar mellan fotografisk magnitud 9,2 och 9,7 utan någon påvisad periodicitet.